# Il rapimento di Cefalo
Il rapimento di Cefalo (título original en italiano; en español, El secuestro de Céfalo) fue una de las primeras óperas italianas. La mayor parte de la música fue compuesta por Giulio Caccini pero Stefano Venturi del Nibbio, Luca Bati y Piero Strozzi también contribuyeron. El libreto, de Gabriello Chiabrera, está compuesta por un prólogo, cinco escenas y un epílogo y se basa en el mito clásico de Céfalo y Aurora.
La ópera fue la culminación de las celebraciones de la boda por poderes del rey Enrique IV de Francia y María de Médici en Florencia en 1600 y se interpretó en la Sala delle Commedie del Palacio de los Uffizi el 9 de octubre en frente de un público de tres mil caballeros y ochocientas damas. El espectáculo duró cinco horas y tuvo un coste de 60.000 scudi, una suma enorme. Entre los cantantes estuvieron Melchior Palantrotti, Jacopo Peri, Francesco Rasi y cinco miembros de la propia familia de Caccini, incluyendo a su hija Francesca y su hijo Pompeo.
Tres días antes, la ópera de Caccini y Peri, Eurídice se había representado en el Palacio Pitti. A diferencia de esa obra, Il rapimento pronto cayó en la oscuridad. Caccini publicó el coro final y un aria en su colección Le nuove musiche (1602) pero el resto de la partitura se ha perdido. Il rapimento di Cefalo contenía muchos elementos de los intermedi florentinos, e igualmente usó el nuevo estilo de recitativo. El público florentino admiró el escenario de la producción (obra de Bernardo Buontalenti), pero encontró tediosa la música.

## Personajes
Esta es una lista de reparto hipotética con probables tipos de voz tal como lo ha reconstruido Tim Carter. En su descripción de la representación, Miguel Ángel el Joven afirmó que intervinieron cuatro voces femeninas de la familia Caccini («con voces angelicales»). Carter cree que las candidatas más probables son: la segunda esposa de Caccini, Margherita di Agostino Benevoli della Scala; su hija de 13 años Francesca; Margherita Gagnolanti, su cuñada, hermana de su primera esposa; y Ginevra Mazziere detta l'Azzurina, quien había sido seducida o violada por su hijo, Pompeo, con quien puede que se casara el hijo.
| Personaje                                                                             | Tesitura (hipotética) | Reparto del estreno (hipotético), 9 de octubre de 1600 |
| ------------------------------------------------------------------------------------- | --------------------- | ------------------------------------------------------ |
| Poesía (Poesía)                                                                       | soprano               | Mujer Caccini 1                                        |
| Aurora                                                                                | soprano               | Mujer Caccini 2                                        |
| Cefalo (Céfalo)                                                                       | tenor                 | Pompeo Caccini                                         |
| Titone (Titono)                                                                       | bajo                  | Melchior Palantrotti                                   |
| Océano (Océano)                                                                       | bajo                  | Bajo florentino                                        |
| Febo                                                                                  | tenor                 | Jacopo Peri o Francesco Rasi (¿doblando con Júpiter?)  |
| Amore (Cupido)                                                                        | soprano               | Niño soprano florentino o castrato                     |
| Notte (Noche)                                                                         | soprano               | Mujer Caccini 3                                        |
| Berecintia                                                                            | soprano               | Mujer Caccini 4                                        |
| Mercurio                                                                              | ?tenor                | Tenor florentino (o Peri o Rasi)                       |
| Giove (Júpiter)                                                                       | tenor                 | Jacopo Peri o Francesco Rasi (¿doblando con Febo?)     |
| Fama                                                                                  | soprano               | Mujer Caccini 1                                        |
| Coro de cazadores, coro de dioses marinos, coro de signos celestiales, coro de dioses |                       |                                                        |